# Antônio Carlos Paiva
Antônio Carlos Paiva (Alto Rio Doce, 9 de maio de 1968) é um prelado brasileiro da Igreja Católica, desde 2025 é bispo coadjutor da Diocese de Oliveira.

## Biografia
Cursou filosofia no Seminário Maior Maria Imaculada, em Araxá, de 1992 a 1994, e teologia no Seminário Maior Dom José André Coimbra, em Patos de Minas, de 1995 a 1998. Tem mestrado em Teologia Espiritual pela Pontifícia Universidade Gregoriana, em Roma.
Recebeu a ordenação diaconal em 2 de julho de 1999 e a ordenação presbiteral em 15 de novembro do mesmo ano, de Dom João Bosco Oliver de Faria, sendo incardinado na Diocese de Patos de Minas.
No seminário diocesano Nossa Senhora do Amor Divino, em Petrópolis, foi professor de Latim, de 1987 a 1998, e de Metodologia de Ensino e Pesquisa, de 1987 a 2003; Foi vice-reitor, de 1987 a 1989; diretor espiritual, de 1990 até 2004; e seu diretor geral e do educandário diocesano Nossa Senhora do Amor Divino, de 1998 até o momento. Foi reitor do seminário diocesano, de agosto 2013 até dezembro de 2016.
Exerceu os cargos de vigário paroquial de São Benedito em Patos de Minas (1999-2000); administrador paroquial de Bom Jesus em Monte Carmelo (2000-2001); Reitor do Seminário Maior Dom José André Coimbra (2001-2003 e 2016-2020); vigário-geral (2003-2004); pároco de São Sebastião em São Gotardo (2006-2011) e de São Benedito em Patos de Minas (2011-2016); vigário forâneo; professor no Seminário; membro do Colégio de Consultores, do Conselho Presbiteral e de outros conselhos diocesanos.
Até sua nomeação episcopal, desde 2020 foi pároco de Nossa Senhora da Piedade em Lagoa Formosa.
Em 8 de abril de 2025, o Papa Francisco o nomeou como bispo coadjutor de Oliveira. A ordenação episcopal foi realizada no dia 14 de junho de 2025, no Centro de Convenções do Centro Universitário de Patos de Minas (UNIPAM), tendo como ordenante principal Dom Cláudio Nori Sturm, O.F.M.Cap., bispo de Patos de Minas, coadjuvado por Dom João Bosco Oliver de Faria, arcebispo emérito de Diamantina e por Dom Miguel Ângelo Freitas Ribeiro, bispo diocesano de Oliveira.